# Peace Sells
Peace Sells — песня американской трэш-метал-группы Megadeth с альбома Peace Sells… but Who’s Buying?. Музыкальный телеканал VH1 определил эту песню на 11-ю строчку в своем хит-параде под названием «40 величайших метал-песен всех времён», а в 2009 году этот же канал поставил «Peace Sells» на 51-ю позицию в списке лучших хард-рок песен. В марте 2023 года группа авторов американского издания Rolling Stone включила данный трек в список «100 величайших хеви-метал песен всех времён». В этом рейтинге она заняла 19-ю позицию. Бас-партия этой песни долгое время играла в заставке перед новостями на канале MTV. По словам фронтмена группы, Дэйва Мастейна, он никогда не получал гонорар за использование его композиции.
Лирика песни показывает негативное отношение к холодной войне и военной политике государств. Этот трек также является способом Мастейна развеять множество стереотипов о фанатах Megadeth и метал-групп в целом. Дэйв опровергает обвинения в ленивости, антиправительственных и антирелигиозных настроениях. Фраза «It’s still „We the People“, right?» («Ещё остаемся „людьми“, так?») является отсылкой к преамбуле Конституции США, где говорится: «We the People of the United States, in Order to form a more perfect Union, establish Justice, insure domestic Tranquillity, provide for the common defense, promote the general Welfare, and secure the Blessings of Liberty to ourselves and our Posterity, do ordain and establish this Constitution for the United States of America» («Мы, народ Соединенных Штатов, дабы образовать более совершенный Союз, установить правосудие, гарантировать внутреннее спокойствие, обеспечить совместную оборону, содействовать всеобщему благоденствию и закрепить блага свободы за нами и потомством нашим, торжественно провозглашаем и устанавливаем настоящую Конституцию для Соединенных Штатов Америки»).

## Участники записи
- Дэйв Мастейн — гитара, вокал
- Дэвид Эллефсон — бас-гитара, бэк-вокал
- Крис Поланд — гитара
- Гар Самуэльсон — ударные